# Intertec Superbrain
Intertec SUPERBRAIN (SUPERBRAIN) је професионални рачунар фирме Intertec који је почео да се производи у САД током 1980. године.
Користио је двије Zilog Z80 микропроцесорске јединице а RAM меморија рачунара је имала капацитет од 16 kb (прошириво до 64 kb). 
Као оперативни систем кориштен је CP/M 2.2.

## Детаљни подаци
Детаљнији подаци о рачунару SUPERBRAIN су дати у табели испод.
|                       |                                            |
| [ 1 ]                 |                                            |
| Произвођач            |                                            |
| Тип                   | професионални рачунар                      |
| Меморија              | 16 (прошириво до 64 )                      |
| Поријекло             | Сједињене Америчке Државе                  |
| Година                | 1980                                       |
| Тастатура             | Пуни помак 80 key са нумеричком тастатуром |
| Процесор              | два                                        |
| Фреквенција процесора | 4                                          |
| RAM                   | 16 (прошириво до 64 )                      |
| ROM                   | 2 EEPROM                                   |
| Текст                 | 80 знакова x 25 линија                     |
| Графика               | Нема                                       |
| Боја                  | монохроматски                              |
| Звук                  | мали звучник                               |
| Димензије             | непознато                                  |
| Портови               |                                            |
| Оперативни систем     |                                            |